# Степ (танц)
Степ (от английски език step dance, от step – стъпка; използва се по-често tap dance, от tap – леко почукване) е вид танц, за който е характерен звукът от специални обувки, когато обувките докосват пода.
Звукът е подобен на този на ударни инструменти, затова може да се разглежда и като вид музика. Има 2 основни вида степ - ритмичен (джаз) и в стил Бродуей. Най-популярен е в музикалния театър.
Обувките за степ имат метални пластинки отдолу на подметката (налчета), както на токчето, така и отпред. Тези налчета са сравнително ново допълнение – от 1910 г., като танцьорите преди тях са разчитали само на твърдостта на обувките. Звукът може да е различен при различните видове обувки.
Счита се, че танцът е възникнал през 1800-те години и е своеобразна смесица от ираландски и африкански танци. През 1930-те и 1940-те години степът става много популярен, особено в Съединените щати, благодарение на няколко видни танцьори и преди всичко на американския актьор Фред Астер.